# Migjen Basha
Migjen Xhevat Basha (Losanna, 5 gennaio 1987) è un ex calciatore svizzero naturalizzato albanese, di ruolo centrocampista.

## Biografia
Nato a Losanna, è di origini kosovare-albanesi poiché i genitori si sono trasferiti in Svizzera ai tempi della guerra in Kosovo. Ha anche un fratello minore, Vullnet, anch'egli calciatore, che gioca nell'Ionikos.

## Caratteristiche tecniche
Prevalentemente impiegato come centrocampista centrale, è stato anche spostato a mediano e addirittura a terzino di fascia destra. Dotato di discreta tecnica, ha un'ottima visione di gioco e un carattere grintoso che ne fa un gran recuperatore di palloni.

## Carriera

### Club
Di origine albanese-kosovara ma nato in Svizzera, cresce nella squadra della sua città natale, il Losanna, con cui debutta nella terza serie del campionato svizzero di calcio nella stagione 2004-2005 ottenendo la promozione in Challenge League.
Viene confermato titolare anche nella stagione successiva e approda giovanissimo in Italia nel gennaio 2006, notato dagli osservatori della Lucchese. Con la squadra di Lucca disputa un campionato e mezzo di Serie C1, ma trova poco spazio, riuscendo a scendere in campo soltanto 13 volte.

#### Viareggio e Rimini
Il club lo gira dunque in prestito al Viareggio, in C2 per la stagione 2007-2008 dove diventa presto un titolare indiscusso del centrocampo: gioca tutte le partite del girone d'andata, e nel gennaio 2008 viene acquistato in comproprietà dal Rimini.
Con il club biancorosso debutta in Serie B il 2 febbraio, in occasione di Bari-Rimini 0-1 e l'annata termina con altre 11 presenze. Il 25 giugno viene rinnovata la comproprietà, e la stagione si rivela quella della definitiva consacrazione: alla prima giornata realizza il suo primo gol riminese, con un tiro da fuori area al Tardini contro il Parma e va ancora a segno nel fondamentale scontro play-out contro la Triestina.
Complessivamente nella parentesi romagnola mette a segno 3 gol in 52 presenze, dimostrandosi uno dei migliori giocatori della squadra.
Il 20 luglio 2009, dopo che il Rimini ne aveva acquistato l'intero cartellino, viene ufficializzato il suo passaggio in comproprietà al Frosinone, con cui va in rete già all'esordio in Coppa Italia contro il Varese. Il buon campionato disputato con i ciociari e il costante rendimento lo consacrano come uno dei migliori giovani centrocampisti della Serie B.

#### Atalanta
Al termine della stagione viene acquistato a titolo definitivo dall'Atalanta con cui firma un contratto quadriennale. Con la squadra di Bergamo parte titolare nel 4-4-2 proposto dal tecnico Stefano Colantuono, perdendo tuttavia il posto subito dopo l'ingaggio di Carlos Carmona e vivendo la restante stagione come rincalzo del centrocampo orobico. Totalizza 23 presenze in campionato e 2 in Coppa Italia, e in estate viene rimesso sul mercato.

#### Torino
Il 13 luglio 2011 viene ufficializzato il suo passaggio al Torino con la formula del prestito con diritto di riscatto della metà del cartellino. Debutta con la maglia granata nella partita valida per il Terzo turno di Coppa Italia contro il Siena e in campionato diventa presto titolare indiscusso del centrocampo di Gian Piero Ventura.
Segna il suo primo gol in maglia granata il 10 dicembre 2011 nella partita vinta dal Torino per 4-2 contro il Pescara, e il secondo gol giunge il 15 maggio 2012 nella vittoria interna per 3-0 contro il Sassuolo. A fine stagione, Il 21 giugno, il club esercita l'opzione per il riscatto della comproprietà.
Debutta in Serie A il 26 agosto 2012 contro il Siena in occasione del ritorno del Torino in Serie A entrando al posto di Giuseppe Vives. Realizza il suo primo gol in serie A il 28 ottobre 2012 in Torino-Parma terminata 1-3.
Il 20 giugno 2013, il Torino si aggiudica alle buste l'altra metà del cartellino del giocatore che apparteneva all'Atalanta per 350.000 euro. Il 1º marzo 2015, dopo un lungo stop, torna in campo nella partita contro il Napoli. Dopo più di due anni dal suo ultimo gol in Serie A, torna al gol nella trasferta contro il Parma giocata il 22 marzo 2015 e terminata 0-2 per i granata, realizzando di testa la definitiva marcatura della gara.
Al termine della stagione, non rinnovando il contratto con il Torino, rimane svincolato.

#### Lucerna
Il 13 agosto 2015 ritorna in Svizzera dopo aver giocato per 9 anni in Italia, firmando un contratto biennale con gli svizzeri del Lucerna.

#### Il prestito al Como
Il 1º febbraio 2016 passa in prestito al Como. Segna la sua prima rete in maglia azzurra il 7 maggio all'Avellino quando però la sua squadra è già retrocessa.

#### Bari
Il 12 agosto 2016 passa al Bari e debutta alla prima di campionato contro il Cittadella.

#### Aris Salonicco
Rimasto svincolato il 13 luglio 2018 si accasa all'Arīs Salonicco.

### Nazionale
Ha fatto parte delle varie Nazionali giovanili svizzere (Under-17, Under-19 e Under-21) partecipando anche alle qualificazioni per gli Europei Under-19 del 2006. Il 14 ottobre 2008 ha debuttato in Under-21 nella partita contro la Spagna valida per la qualificazione al Campionato europeo di calcio Under-21 2009.
Nonostante le trafile giovanili nella Nazionale elvetica, ha dichiarato di avere ottenuto il passaporto albanese appositamente per rendersi disponibile ad una convocazione per la sua nazione d'origine, l'Albania, decisione contro la quale la Federazione calcistica svizzera ha dichiarato apertamente il proprio dissenso. Per una questione burocratica, infatti, gli viene riconosciuto unicamente il passaporto serbo, che lui stesso ha rinnegato in nome delle stragi della Guerra del Kosovo, in cui è morto suo zio.
Nell'agosto 2012, dopo l'arrivo di Gianni De Biasi sulla panchina della Nazionale albanese, ha ricevuto molti apprezzamenti dall'allenatore, che, insieme alla Federazione calcistica albanese, ha più volte cercato di convincere la FIFA a concedere il permesso per la convocazione in maglia rossonera. Il 2 settembre, in vista delle due partite ufficiali per le Qualificazioni al Mondiale 2014 contro Cipro e Svizzera, è stato fatto un ulteriore tentativo, ma proprio la Svizzera ha nuovamente impedito la convocazione al giocatore.
Il 16 marzo 2013 la sua richiesta è stata approvata, ed è stato convocato per la prima volta da Gianni De Biasi per la partita valida per la Qualificazione ai Mondiali 2014 contro la Norvegia, che ha giocato da titolare. Il 26 marzo segna anche il suo primo gol in nazionale nell'amichevole contro la Lituania.
Viene convocato per gli Europei 2016 in Francia, in cui gioca l'ultima partita contro la Romania e termina l'Europeo al primo turno, con la sua Albania al terzo posto del Girone A.

## Statistiche

### Presenze e reti nei club
| Stagione              | Squadra               | Campionato            | Campionato | Campionato | Coppe nazionali | Coppe nazionali | Coppe nazionali | Coppe continentali | Coppe continentali | Coppe continentali | Altre coppe | Altre coppe | Altre coppe | Totale | Totale |
| Stagione              | Squadra               | Comp                  | Pres       | Reti       | Comp            | Pres            | Reti            | Comp               | Pres               | Reti               | Comp        | Pres        | Reti        | Pres   | Reti   |
| --------------------- | --------------------- | --------------------- | ---------- | ---------- | --------------- | --------------- | --------------- | ------------------ | ------------------ | ------------------ | ----------- | ----------- | ----------- | ------ | ------ |
| 2004-2005             | Losanna               | PLC                   | 22         | 3          | CS              | ?               | ?               | -                  | -                  | -                  | -           | -           | -           | 22     | 3      |
| 2005-gen. 2006        | Losanna               | CL                    | 14         | 1          | CS              | ?               | ?               | -                  | -                  | -                  | -           | -           | -           | 14     | 1      |
| Totale Losanna        | Totale Losanna        | Totale Losanna        | 36         | 4          |                 | ?               | ?               |                    | -                  | -                  |             | -           | -           | 36     | 4      |
| gen.-giu. 2006        | Lucchese              | C1                    | 5          | 0          | CI+CI-C         | 0+?             | 0+?             | -                  | -                  | -                  | -           | -           | -           | 5      | 0      |
| 2006-2007             | Lucchese              | C1                    | 8          | 0          | CI+CI-C         | ?+?             | ?+?             | -                  | -                  | -                  | -           | -           | -           | 8      | 0      |
| Totale Lucchese       | Totale Lucchese       | Totale Lucchese       | 13         | 0          |                 | 0               | 0               |                    | -                  | -                  |             | -           | -           | 13     | 0      |
| 2007-gen. 2008        | Viareggio             | C2                    | 15         | 1          | CI-C            | ?               | ?               | -                  | -                  | -                  | -           | -           | -           | 15     | 1      |
| gen.-giu. 2008        | Rimini                | B                     | 12         | 0          | CI              | 0               | 0               | -                  | -                  | -                  | -           | -           | -           | 12     | 0      |
| 2008-2009             | Rimini                | B                     | 38+2       | 3          | CI              | 1               | 1               | -                  | -                  | -                  | -           | -           | -           | 41     | 4      |
| Totale Rimini         | Totale Rimini         | Totale Rimini         | 50+2       | 3          |                 | 1               | 1               |                    | -                  | -                  |             | -           | -           | 53     | 4      |
| 2009-2010             | Frosinone             | B                     | 38         | 3          | CI              | 3               | 1               | -                  | -                  | -                  | -           | -           | -           | 41     | 4      |
| 2010-2011             | Atalanta              | B                     | 23         | 0          | CI              | 2               | 0               | -                  | -                  | -                  | -           | -           | -           | 25     | 0      |
| 2011-2012             | Torino                | B                     | 36         | 2          | CI              | 1               | 0               | -                  | -                  | -                  | -           | -           | -           | 37     | 2      |
| 2012-2013             | Torino                | A                     | 21         | 1          | CI              | 0               | 0               | -                  | -                  | -                  | -           | -           | -           | 21     | 1      |
| 2013-2014             | Torino                | A                     | 24         | 0          | CI              | 1               | 0               | -                  | -                  | -                  | -           | -           | -           | 25     | 0      |
| 2014-2015             | Torino                | A                     | 6          | 1          | CI              | 0               | 0               | UEL                | -                  | -                  | -           | -           | -           | 6      | 1      |
| Totale Torino         | Totale Torino         | Totale Torino         | 87         | 4          |                 | 2               | 0               |                    | -                  | -                  |             | -           | -           | 89     | 4      |
| 2015-feb. 2016        | Lucerna               | SL                    | 7          | 0          | CS              | 3               | 0               | -                  | -                  | -                  | -           | -           | -           | 10     | 0      |
| feb.-giu. 2016        | Como                  | B                     | 13         | 1          | CI              | -               | -               | -                  | -                  | -                  | -           | -           | -           | 13     | 1      |
| 2016-2017             | Bari                  | B                     | 27         | 1          | CI              | 0               | 0               | -                  | -                  | -                  | -           | -           | -           | 27     | 1      |
| 2017-2018             | Bari                  | B                     | 31+1       | 2          | CI              | 3               | 0               | -                  | -                  | -                  | -           | -           | -           | 35     | 2      |
| Totale Bari           | Totale Bari           | Totale Bari           | 58+1       | 3          |                 | 3               | 0               |                    | -                  | -                  |             | -           | -           | 62     | 3      |
| 2018-2019             | Arīs Salonicco        | SL                    | 21         | 0          | KE              | 2               | 0               | -                  | -                  | -                  | -           | -           | -           | 23     | 0      |
| lug.-set. 2019        | Arīs Salonicco        | SL                    | -          | -          | KE              | -               | -               | UEL                | 4                  | 0                  | -           | -           | -           | 4      | 0      |
| Totale Arīs Salonicco | Totale Arīs Salonicco | Totale Arīs Salonicco | 21         | 0          |                 | 2               | 0               |                    | 4                  | 0                  |             | -           | -           | 27     | 0      |
| 2019-2020             | Melbourne Victory     | AL                    | 25         | 1          | CA              | -               | -               | ACL                | 4                  | 1                  | -           | -           | -           | 29     | 2      |
| 2020-2021             | Neuchâtel Xamax       | ChL                   | 24         | 0          | CS              | 0               | 0               | -                  | -                  | -                  | -           | -           | -           | 24     | 0      |
| 2021-2022             | Echallens             | 1L                    | 11+2       | 0          | CS              | 0               | 0               | -                  | -                  | -                  | -           | -           | -           | 13     | 0      |
| Totale carriera       | Totale carriera       | Totale carriera       | 421+5      | 20         |                 | 16              | 2               |                    | 8                  | 1                  |             | -           | -           | 450    | 23     |

### Cronologia presenze e reti in nazionale
| Cronologia completa delle presenze e delle reti in nazionale ― Albania | Cronologia completa delle presenze e delle reti in nazionale ― Albania | Cronologia completa delle presenze e delle reti in nazionale ― Albania | Cronologia completa delle presenze e delle reti in nazionale ― Albania | Cronologia completa delle presenze e delle reti in nazionale ― Albania | Cronologia completa delle presenze e delle reti in nazionale ― Albania | Cronologia completa delle presenze e delle reti in nazionale ― Albania | Cronologia completa delle presenze e delle reti in nazionale ― Albania |
| Data                                                                   | Città                                                                  | In casa                                                                | Risultato                                                              | Ospiti                                                                 | Competizione                                                           | Reti                                                                   | Note                                                                   |
| ---------------------------------------------------------------------- | ---------------------------------------------------------------------- | ---------------------------------------------------------------------- | ---------------------------------------------------------------------- | ---------------------------------------------------------------------- | ---------------------------------------------------------------------- | ---------------------------------------------------------------------- | ---------------------------------------------------------------------- |
| 22-3-2013                                                              | Oslo                                                                   | Norvegia                                                               | 0 – 1                                                                  | Albania                                                                | Qual. Mondiali 2014                                                    | -                                                                      |                                                                        |
| 26-3-2013                                                              | Tirana                                                                 | Albania                                                                | 4 – 1                                                                  | Lituania                                                               | Amichevole                                                             | 1                                                                      |                                                                        |
| 7-6-2013                                                               | Tirana                                                                 | Albania                                                                | 1 – 1                                                                  | Norvegia                                                               | Qual. Mondiali 2014                                                    | -                                                                      | 83’                                                                    |
| 14-8-2013                                                              | Tirana                                                                 | Albania                                                                | 2 – 0                                                                  | Armenia                                                                | Amichevole                                                             | -                                                                      | 65’                                                                    |
| 6-9-2013                                                               | Lubiana                                                                | Slovenia                                                               | 1 – 0                                                                  | Albania                                                                | Qual. Mondiali 2014                                                    | -                                                                      | 80’                                                                    |
| 10-9-2013                                                              | Reykjavík                                                              | Islanda                                                                | 2 – 1                                                                  | Albania                                                                | Qual. Mondiali 2014                                                    | -                                                                      | 64’                                                                    |
| 15-11-2013                                                             | Adalia                                                                 | Bielorussia                                                            | 0 – 0                                                                  | Albania                                                                | Amichevole                                                             | -                                                                      |                                                                        |
| 5-3-2014                                                               | Durazzo                                                                | Albania                                                                | 2 – 0                                                                  | Malta                                                                  | Amichevole                                                             | 1                                                                      | 82’                                                                    |
| 13-6-2015                                                              | Elbasan                                                                | Albania                                                                | 1 – 0                                                                  | Francia                                                                | Amichevole                                                             | -                                                                      | 72’                                                                    |
| 4-9-2015                                                               | Copenaghen                                                             | Danimarca                                                              | 0 – 0                                                                  | Albania                                                                | Qual. Euro 2016                                                        | -                                                                      | 64’                                                                    |
| 7-9-2015                                                               | Elbasan                                                                | Albania                                                                | 0 – 1                                                                  | Portogallo                                                             | Qual. Euro 2016                                                        | -                                                                      | 54’                                                                    |
| 8-10-2015                                                              | Elbasan                                                                | Albania                                                                | 0 – 2                                                                  | Serbia                                                                 | Qual. Euro 2016                                                        | -                                                                      |                                                                        |
| 11-10-2015                                                             | Erevan                                                                 | Armenia                                                                | 0 – 3                                                                  | Albania                                                                | Qual. Euro 2016                                                        | -                                                                      | 80’ 87’                                                                |
| 13-11-2015                                                             | Pristina                                                               | Kosovo                                                                 | 2 – 2                                                                  | Albania                                                                | Amichevole                                                             | -                                                                      | 47’ 77’                                                                |
| 16-11-2015                                                             | Tirana                                                                 | Albania                                                                | 2 – 2                                                                  | Georgia                                                                | Amichevole                                                             | 1                                                                      | 57’                                                                    |
| 26-3-2016                                                              | Vienna                                                                 | Austria                                                                | 2 – 1                                                                  | Albania                                                                | Amichevole                                                             | -                                                                      | 86’                                                                    |
| 29-3-2016                                                              | Lussemburgo                                                            | Lussemburgo                                                            | 0 – 2                                                                  | Albania                                                                | Amichevole                                                             | -                                                                      |                                                                        |
| 29-5-2016                                                              | Hartberg                                                               | Albania                                                                | 3 – 1                                                                  | Qatar                                                                  | Amichevole                                                             | -                                                                      | 62’                                                                    |
| 3-6-2016                                                               | Bergamo                                                                | Albania                                                                | 1 – 3                                                                  | Ucraina                                                                | Amichevole                                                             | -                                                                      | 46’                                                                    |
| 19-6-2016                                                              | Lione                                                                  | Romania                                                                | 0 – 1                                                                  | Albania                                                                | Euro 2016 - 1º turno                                                   | -                                                                      | 6’ 83’                                                                 |
| 31-8-2016                                                              | Scutari                                                                | Albania                                                                | 0 – 0                                                                  | Marocco                                                                | Amichevole                                                             | -                                                                      | 71’                                                                    |
| 6-10-2016                                                              | Vaduz                                                                  | Liechtenstein                                                          | 0 – 2                                                                  | Albania                                                                | Qual. Mondiali 2018                                                    | -                                                                      | 45’                                                                    |
| 9-10-2016                                                              | Scutari                                                                | Albania                                                                | 0 – 2                                                                  | Spagna                                                                 | Qual. Mondiali 2018                                                    | -                                                                      | 68’                                                                    |
| 24-3-2017                                                              | Palermo                                                                | Italia                                                                 | 2 – 0                                                                  | Albania                                                                | Qual. Mondiali 2018                                                    | -                                                                      | 88’                                                                    |
| 28-3-2017                                                              | Elbasan                                                                | Albania                                                                | 1 – 2                                                                  | Bosnia ed Erzegovina                                                   | Amichevole                                                             | -                                                                      |                                                                        |
| 4-6-2017                                                               | Lussemburgo                                                            | Lussemburgo                                                            | 2 – 1                                                                  | Albania                                                                | Amichevole                                                             | -                                                                      | 46’                                                                    |
| 2-9-2017                                                               | Elbasan                                                                | Albania                                                                | 2 – 0                                                                  | Liechtenstein                                                          | Qual. Mondiali 2018                                                    | -                                                                      |                                                                        |
| 5-9-2017                                                               | Strumica                                                               | Macedonia                                                              | 1 – 1                                                                  | Albania                                                                | Qual. Mondiali 2018                                                    | -                                                                      | 46’ 87’                                                                |
| 9-10-2017                                                              | Scutari                                                                | Albania                                                                | 0 – 1                                                                  | Italia                                                                 | Qual. Mondiali 2018                                                    | -                                                                      | 68’                                                                    |
| 7-9-2018                                                               | Elbasan                                                                | Albania                                                                | 1 – 0                                                                  | Israele                                                                | UEFA Nations League 2018-2019 - 1º turno                               | -                                                                      | 9’                                                                     |
| 14-10-2018                                                             | Be'er Sheva                                                            | Israele                                                                | 2 – 0                                                                  | Albania                                                                | UEFA Nations League 2018-2019 - 1º turno                               | -                                                                      | 44’ 46’                                                                |
| 20-11-2018                                                             | Elbasan                                                                | Albania                                                                | 1 – 0                                                                  | Galles                                                                 | Amichevole                                                             | -                                                                      |                                                                        |
| 25-3-2019                                                              | Andorra la Vella                                                       | Andorra                                                                | 0 – 3                                                                  | Albania                                                                | Qual. Euro 2020                                                        | -                                                                      | 87’                                                                    |
| 8-6-2019                                                               | Reykjavík                                                              | Islanda                                                                | 1 – 0                                                                  | Albania                                                                | Qual. Euro 2020                                                        | -                                                                      | 22’ 66’                                                                |
| Totale                                                                 |                                                                        | Presenze                                                               | 34                                                                     |                                                                        | Reti                                                                   | 3                                                                      |                                                                        |

## Palmarès

### Club
- Campionato italiano di Serie B: 1

Atalanta: 2010-2011